# سيلك رود (سوق ألكتروني)
سِلك رود أو طريق الحرير (بالإنجليزية: Silk Road) موقع إلكتروني وسوق سوداء وأحدث سوق ممنوعات، واشتهر كمنصة لبيع المخدرات غير المشروعة. وكجزء من الشبكة المحظورة، وقد تم تشغيله على أنه خدمة تور المخفية مثل أنَّ مستخدمي الإنترنت كانوا قادرين على التصفح بأمان وبدون هوية وبدون مراقبة حركة المرور المحتملة. وتم إطلاق الموقع في فبراير 2011؛ وبدأ تطويره قبل ستة أشهر. وفي البداية كان هناك عدد محدود من حسابات البائعيين الجدد وكان على البائعيين الجدد شراء حساب في المزاد. وفي وقت لاحق، تم فرض رسوم ثابتة لكل حساب مشتري جديد.
في أكتوبر 2013، أغلق مكتب التحقيقات الفدرالي (FBI) الموقع الإلكتروني وألقي القبض على روس أولبريكت بتهمة كونه المؤسس وباسم مستعار للموقع «فزع القرصان روبرتس». وفي 6 تشرين الثاني، رفع طريق الحرير 2.0 على الإنترنت، من قبل المسؤولين السابقين في طريق الحرير.[13] وقد تم إغلاقه أيضا وألقي القبض على الشخص الذي زعم بأنه القائم بتشغيلة في 6 نوفمبر 2014 كجزء من ما يسمى ب"العملية المجهولة".
أدين يلبرتشت في المحكمة الفدرالية الأمريكية في مانهاتن بسبع تُهَم متعلقة بطريق الحرير وحكم عليها بالسجن مدى الحياة دون إمكانية إطلاق السراح المشروط. والاتهامات الأخرى التي تزعم القتل مقابل الاستئجار ماتزال قيد البحث في ولاية ماريلاند.

## التاريخ

### العمليات
تأسس طريق الحرير في فبراير 2011[17]ويأتي اسم «طريق الحرير» من شبكة الطرق التجارية التاريخية التي بداءت في عهد أسرة هان(206 ق.م -220 م) بين أوروبا والهند والصين والعديد من الدول الأخرى على يابسة الأفرو-أوراسيا. وتم تشغيل موقع طريق الحرير باسم مستعار وهو «فزع القرصان روبرتس» (الذي سمي على اسم شخصية وهمية من الأميرة العروس العروس الأميرة) والذي كان معروفا لتبنية المثل التحررية وانتقاد التنظيم.[4][18]كما شارك شخصين آخرين بشكل وثيق في نمو الموقع ونجاحة، والمعروفين باسم مجموعة جونز وسميدلي المتنوعة.[19]
وفي يونيو 2011، نشر على مدونة Gawker مقالة عن الموقع[20]مما أدى إلى «ضجة على الإنترنت»[17]وزيادة المرور على الإنترنت.[8]وما إن عرف الموقع على الملأ، طلب السناتور الاميركي تشارلز شومر من السلطات المعنية بتنفيذ القانون الفيدرالي لإغلاقه، بما في ذلكإدارة مكافحة المخدرات(DEA)و وزارة العدل الأمريكية.[21]
وفي فبراير 2013، أصبح تاجرالكوكايين وMDMA(«النشوة») أول شخص يدان بارتكاب جرائم تتصل اتصالا مباشرا بطريق الحرير، فبعد أن اعترضت السلطات العقاقير التي كان يستوردها عن طريق البريد وبتفتيش أماكن عملة وأكتشف اسمة المستعار المعروف في موقع طريق الحرير في ملف صور على حاسوبة الشخصي.[22]واستهدفت الشرطة الأسترالية ووكالة مكافحة المخدرات مستخدمي طريق الحرير واعتقلتهم ولكن مع نجاح محدود في التوصل إلى إداناتهم.[20][23][24]و في ديسمبر 2013، حكم على رجل نيوزيلندي لمدة سنتين وأربعة أشهر في السجن بعد إدانته استيراد 15 غراما من الميثامفيتامين حيث أنه اشترها عن طريق الحرير.[25]
و في مايو 2013 أغلق طريق الحرير لفترة قصيرة بسبب هجوم حجب الخدمات المتواصل[26]و في 23 حزيران 2013 كان أول ما أفادت الأنباء أن إدارة مكافحة المخدرات ضبطت 11.02 من العملات الالكترونية والتي تقدر بقيمة 814 $ والتي اشتبهت وسائل الإعلام بإنها مصيدة لحركة موقع طريق الحرير.[27][28][29]
وقد ادعى مكتب التحقيقات الفيدرالي أنه تم العثور على عنوان IP الحقيقي لخادم طريق الحرير عبر تسرب البيانات المباشر من كلمة تحقق[30]الموقع ولكن الباحثين في مجال الأمن يعتقدون أن صفحة تسجيل دخولPHP قد تم التلاعب بها لانتاج متغير $ _SERVER وموقع IP الحقيقي الذي يتبع إعادة تكوين الصيانة.[31]

### اعتقال ومحاكمةروس أولبريخت

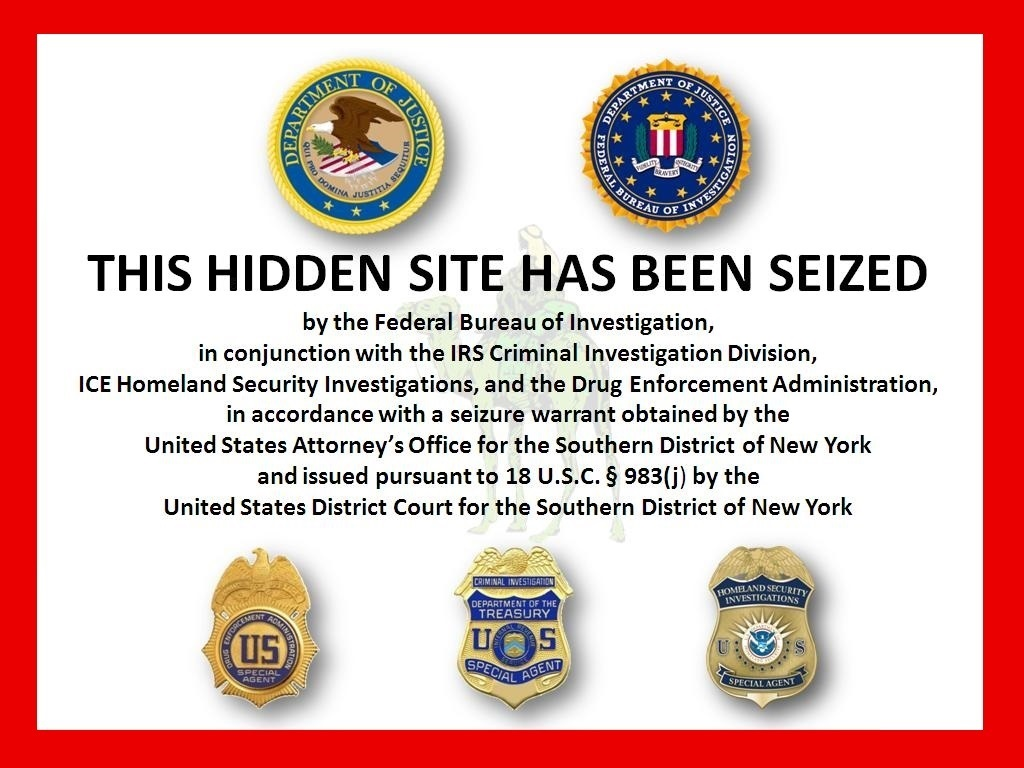
وضعت الصورة على موقع طريق الحرير الأصلي بعد مصادرة الممتلكات من قبل مكتب التحقيقات الفدرالي

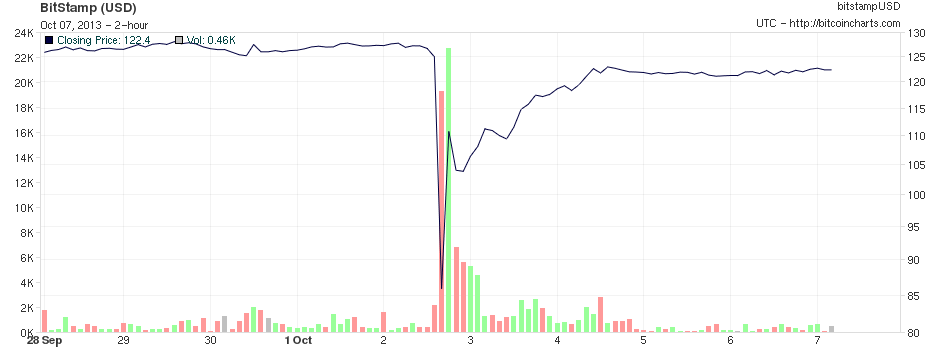
أثر مصادرة الدولار / العملات الالكترونية سعر الصرف

أتهم روس أولبريخت من قبل مكتب التحقيقات الفدرالي لكونه مؤسس ومالك طريق الحرير والشخص وراء الأسم المستعار «فزع القراصان روبرتس». وألقي القبض عليه في 2 أكتوبر 2013 بسان فرانسيسكو[12][32][33][34] في15:15 [[[Pacific Time Zone|PST]] [35 في مكتبة حديقة غلين، وهي أحد فروع المكتبة العامة في سان فرانسيسكو.[35]
ووجهت اليه تهم غسل الأموال وقرصنة الكمبيوتر والتآمر لادخال المخدرات[35][36]ومحاولة قتل ستة اشخاص.[37] ويزعم المدعون أن يلبرتشت دفع 730,000 $ للآخرين لارتكاب جرائم القتل، بالرغم من أنه لم تحدث أيا ممعدنية من الحسابات الموجودة على طريق الحرير والتي تبلغ قيمتها حوالي 3.6 مليون $ في ذلك الوقت. وقال متحدث باسم مكتب التحقيقات الفدرالية ان الوكالة ستحتفظ بالعملات الألكترونية حتى الانتهاء من محاكمة يلبرتشت، وبعدها سيتم تصفية العملات الالكترونية.[39]وفي أكتوبر 2013، أبلغ مكتب التحقيقات الفيدرالي أنه قد صادروا 144,000 من العملات الالكترونية التي تنتمي إلى يلبرتشت والتي تقدر بقيمة 28500,000 $.[40]وفي 27 يونيو عام 2014، باعت خدمة المشيرون الأمريكية 29.657 من العملات الألكترونية في 10 قوالب في مزاد على الإنترنت والتي تقدر قيمتها 18 مليون $ بالأسعار الحالية وتم ولم يصادر سوى حوالي ربع العملات الألكترونية. وتم الاحتفاظ 144,342 من العملات الألكترونية الأخرى التي وجدت على حاسوب يلبرتشت والتي تقارب 87 مليون $ .[41]اشترى تيم درابرالعملات الالكترونية في المزاد بتثمين قيمتها من 17 مليون $ وإعطائها لهم لبدء مشروع العملات الالكترونية والذي يدعى فايرم وأيضا يعمل في تطوير اقتصادات الأسواق الناشئة.[42]
بدأت محاكمة يلبرتشت في 13 يناير 2015 في المحكمة الفيدرالية في مانهاتن.[43]و أعترف في بداية المحاكمة بأنه المؤسس لموقع طريق الحرير، لكنه ادعى أنه نقل السلطة إلى أشخاص اخرين بعد تأسيسة للموقع بوقت قصير.[44]و ادعى محامية بأن الشخص الذي يدعى فزع القرصان روبورتس هو شخص يدعى مارك كاربيليس وهو اللذي ألصق التهمة يلبرتشت.[45]ومع ذلك صرحت القاضية كاثرين بي فورست بأن القانون ينص على أن أي من الأقوال المتضاربة سواَ كانت من كاربيليس أو أي شخص اخر يدير طريق الحريق لن تكون مقبولة والعبارات التي سبق أن قيلت سيتم حذفها من سجل البيانات.[46]
في الأسبوع الثاني من المحاكمة، قدم ممثلو الادعاء وثائق وسجلات الدردشة من حاسوب يلبرتشت وقالوا أنها تظهر كيف أنه كان يدير الموقع لعدة أشهر والتي تتناقض مع ادعاء الدفاع بأن يلبرتشت تخلى عن التحكم بموقع طريق الحرير. وأشار محامي يلبرتشت أن ثائق وسجلات الدردشة وضعت هناك عن طريق بت تورنت والذي كان يعمل على حاسوب يلبرتشت في وقت اعتقاله.[46]
وفي 4 فبراير عام 2015 ادان هيئة المحلفين يلبرتشت بسبع تهم[15]منها تهمة المشاركة في مشروع إجرامي مستمر والتجارة بالمخدرات وغسل الأموال وقرصنة الكمبيوتر. وحكم علية من 30 سنة إلى مدى الحياة في السجن.[2][3]و اتهمته الحكومة أيضا بأنه دفع مال مقابل مقتل خمسة أشخاص على الأقل ولكن ليس هناك دليل على أن جرائم القتل نفذت فعلا، وهذه الاتهامات لم تصبح اتهامات رسمية ضدة.[47][48]
و أثناء المحاكمة تلقت القاضي فورست تهديدات بالقتل. ونشر مستخدمين موقع سري يدعى المعرفة المخفية معلومات عنها بما في ذلك عنوانها ورقم الضمان الاجتماعي. وقال جوشوى دارتيل محامي يلبرتشت أنه هو وموكلة "من الواضح أنهم يستنكرونه وبقوة" هذه المنشورات المجهولة ضد القاضية. وقال دارتيل "أنهم ليس لديهم أي علاقة بروس يلبرتشت أو أي شخص يرتبط معه أو يعبر عن رأيه أو أيا من أولئك المرتبطين معه.[49]
و في أواخر شهر مارس من عام 2015 صدرت شكوى جنائية من قبل محكمة المقاطعة في الولايات المتحدة للمنطقة الشمالية من ولاية كاليفورنيا مما أدى إلى إلقاء القبض على اثنين من العملاء الفيدرالين السابقين والذين كانا يعملان متخفيين في التحقيق في قضية بالتيمورطريق الحرير ليلبرتشت وهما وكيل إدارة مكافحة المخدرات السابق كارل مارك الرابع وعميل الخدمة السرية شون بريدج.[50][51]ويزعم أنهم احتفظوا بالاموال التي حولها لهم يلبرتشت مقابل الحصول على معلومات عن التحقيق.[50][52]وأدينوا بالأحتيال وغسيل الأموال.[53]
و في 15 مارس 2015 ظهر لأول مرة المخرج وكاتب السيناريو أليكس وينترفي منطقة الجنوب في حفل ساوث ويست للأفلام بفيلم مبني على قصة طريق الحرير باسم أعماق النت ويقدم القصة الحقيقية لأعتقال يلبرتشت.[54]
وقال يلبرتشت في رسالة إلى القاضي فورست قبل صدور الحكم عليه أن أفعاله من خلال طريق الحرير ارتكبت خلال المثل التحررية وأن «طريق الحرير كان من المفترض أن يكون حول إعطاء الناس الحرية في الأختيار بأنفسهم» واعترف بأنه ارتكب «خطأ فادحا» والذي كان السبب في«تدمير حياته».[55][56]و في 29 مايو 2015 تم تسليم يلبرتشت خمسة احكام بالسجن تنفذ بشكل متزامن ومن بينها اثنان تنص على السجن المؤبد بدون إمكانية إطلاق السراح المشروط.[57]وأمرته المحكمة أيضا بدفع غرامة  183 مليون $. وصرح محامية بأنه سيستأنف الحكم والحكم بالإدانة الأصلي.[47]

### محاكمات أخرى
تم العثور على تاجر المخدرات الهولندي البالغ من العمر 23 عاما كورنيليس جان «مايكل» سلومب[58]والذي أدين ببيع المخدرات على نطاق واسع من خلال موقع طريق الحرير وحكم عليه بالسجن في شيكاغو لمدة 10 سنوات في 29 مايو 2015. وحكم[59][60]على التاجر ستيفن سادلر بخمس سنوات في السجن.[61][62]

## المنتجات
في مارس 2013 كان لدى الموقع 10,000 منتج معروضة للبيع من قبل البائعين و 70٪ منها كانت من المخدرات.[20][63]وفي أكتوبر عام 2014 كان هناك 13,756 قائمة للمخدرات وهي مجمعة تحت عناوين المنشطات والمنشطات النفسية والوصفة الطبية و مركب طليعي وغيرها مثل المواد الأفيونية وإكستاسي والمُخَدّر والقنب الهندي ومنشطات الرياضيين.[8][17][64][65]وأيضا عرضت رخص وهمية للقيادة للبيع.[66]وقد منعت شروط وأحكام الموقع بيع بعض المواد[17]والتي شملت على المواد الإباحية وبطاقات الائتمانية المسروقة والاغتيالات وأي نوع من الاسلحة. والأسواق الممنوعة الأخرى مثل السوق السوداء المعاد تحميلها التي أتكتسبت مستخدمين سيئين السمعة لأنها لم تكن مقيدة ببنود الشروط والأحكام مثلما كان طريق الحرير مقيدا بها.[63][67]وكانت هناك أيضا سلع وخدمات قانونية للبيع مثل الملابس والفن والكتب والسجائر وشبقية والمجوهرات والخدمات الكتابة. وموقع شقيق يسمى ب «مخزن الأسلحة» والذي يبيع (الأسلحة الأساسية) خلال عام 2012 ولكن أغلق بسبب قلة الطلب.[68][69]
و كانوا المشترين قادرين على ترك تعليقات لمنتجات البائعين على الموقع. وفي منتدى مرتبط حيث يقدمم جموعة من مصادرالمعلومات حول أكثر الكتب مبيعا وأسوأ المحتالين.[70]و تم تسليم معظم المنتجات عن طريق البريد مع دليل تعليمات البائع لكيفية تفريغ الختم من المنتجات للتهرب من كشفها.[71]

## المبيعات

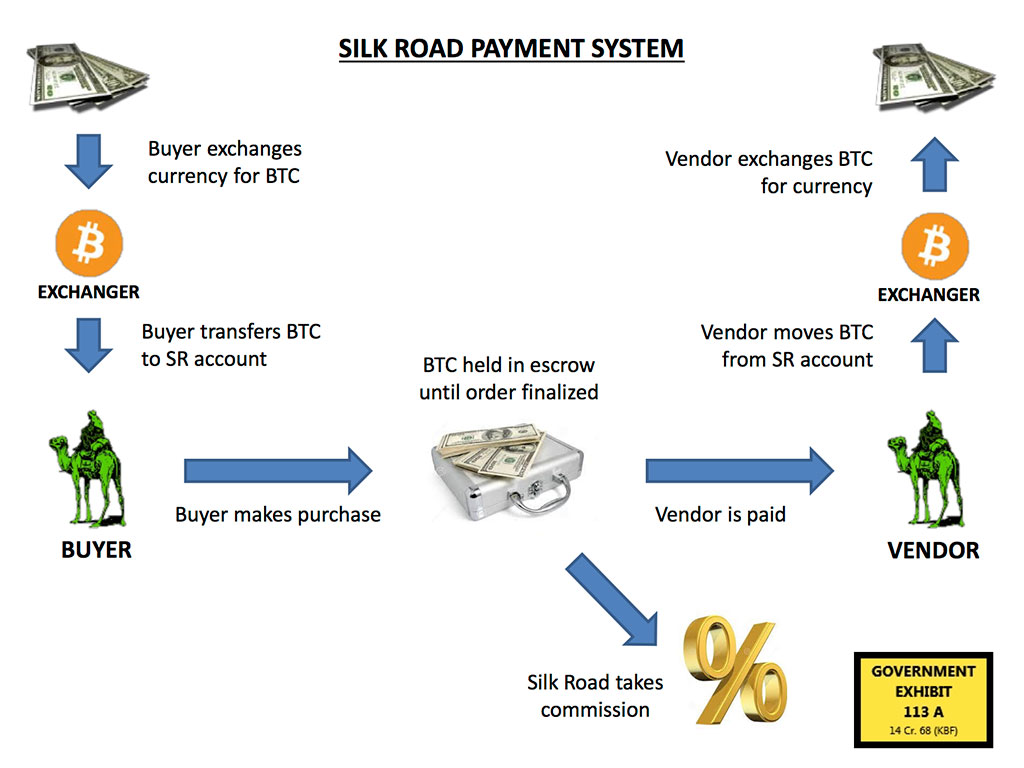
تخطيط تدفق صورنظام مدفوعات في طريق الحرير. المعرض 113 ألف ودخلت حيز الأدلة في محاكمة يلبرتشت.

بناء على بيانات من 3 فبراير 2012 إلى 24 يوليو 2012 انه انفق ما يقدر ب 15 مليون $ في التعاملات سنويا على طريق الحرير.[72][73]و بعد اثني عشر شهرا قال مؤلف الدراسة نيكولاس كريستين في مقابلة له أن زيادة كبيرة في الكمية والتي تتراوح مابين 30 مليون $ و45 مليون $" لن مفاجأة بالنسبة له.[74]وأجرى المشترين والبائعين جميع معاملاتهم بالعملات الالكترونية (BTC) وهي شيفرة الكترونية توفر درجة معينة من إخفاء الهويّة.[75]وأبقى طريق الحرير عملات المشترين الالكترونية في حسابات الضمان حتى يتم استلام الطلب واّلية التغطية التي تسمح للبائعين باختيار القيمة للعملات الألكترونية التي عقدت في الضمان والتي تكون قيمتها ثابتة في الدولار الأمريكي $ في ذلك الوقت من البيع للتخفيف من تقلبات أسعار العملة الألكترونية. وأي تغيرات في أسعارها خلال العبور تم تغطيتها من قبل فزع القرصان روبرتس.[76]
وتضمنتالشكوى المنشورة عندما ألقي القبض على يلبرتشت معلومات بأن مكتب التحقيقات الفدرالي استفاد من صور النظام في خادم طريق الحرير والتي تم جمعها في 23 تموز عام 2013. ومن الملاحظ أن «من 6 فبراير 2011 إلى 23 يوليو 2013 كان هناك ما يقرب من 1.229.465 المعاملات المكتملة على الموقع. وكان إجمالي العائد الناتج من هذه المبيعات مايقدر ب 9.519.664 من العملات الألكترونية وبلغ إجمالي العملات المحصلة في طريق الحرير من المبيعات ب 614.305 من العملات الألكترونية وهذه الأرقام تعادل حوالي 1.2 مليار $ في الإيرادات و79.800.000 $ في العمولات بأسعار الصرف الحالية للعملات الألكترونية...» وفقا لشكوى في سبتمبر 2013 والتي شارك فيها 146.946 من المشترين و3.877 من البائعين.[12]وجاء ذلك التأكيد على أهمية العملية، لأنه في الاعوام 2011-2013 بلغت كمية العملات الألكترونية 9.519.664 والتي تقدر ب 0.2 مليار $.[77]وفقا للمعلومات المستخدمين التي قدمت عند التسجيل أنه 30٪ منهم كانوا من الولايات المتحدة و 27٪ أختاروا أن يكونوا «غير معلنين» ومافوق ذلك. وجاء الترتيب التنازلي للأنتشار كالاتي المملكة المتحدة وأستراليا وألمانيا وكندا والسويد وفرنسا وروسيا وإيطاليا وهولندا. وخلال فترة 60 يوما من 24 مايو إلى 23 يوليو كان هناك 1.217.218 الرسائل المرسلة عبر نظام الرسائل الخاصة في موقع طريق الحرير.[12]

## مواقع مشابهة
كان سوق المزارعين أحد المواقع المجهولة المشابه لطريق الحرير، ولكنها لم تستخدم العملات الإلكترونية.[78]وقد كان يعتبر «بروتو طريق الحرير» إلا أن استخدام خدمات الدفع مثل باي بال وويسترن يونيون مما سمح بإنفاذ القانون لتتبع المدفوعات وتم إيقاف تشغيله بعد ذلك من قبل مكتب التحقيقات الفدرالي في عام 2012.[70][79][80]ووجدت مواقع أخرى بالفعل عندما تم إغلاق طريق الحرير وتوقعت صحيفة الحراس أن هذه ستسيطر على السوق الذي كان طريق الحرير يسيطر عليه سابقا.[81][82]و هناك مواقع مثل «أتلانتس»، الذي أغلق في سبتمبر 2013، ومشروع العلم الأسود الذي أغلق في أكتوبر 2013 وكلاهما سرقا عملات المستخدمين الألكترونية. وموقع يدعى السوق السوداء المعاد تحميلة والذي أغلق مؤقتا[13]في أكتوبر 2013 وذلك بعد أن تسربت شفرة المصدر للموقع.[13]وقد وصفت أسهم السوق من مختلف مواقع ورثة طريق الحرير من قبل مجلة عالم الأقتصاد في مايو 2015.[83]

## نادي الكتاب
يملك طريق الحرير نادي الكتاب بقاعدة مجهولة والذي استمر في العمل حتى بعد الأغلاق الأولي للموقع وحتى بعد إلقاء القبض على أحد أعضائه. وتضمنت مواد القراءة نظريات المؤامرة وقرصنة الكمبيوتر.[84]

## الورثة المباشرين

### طريق الحرير 2.0

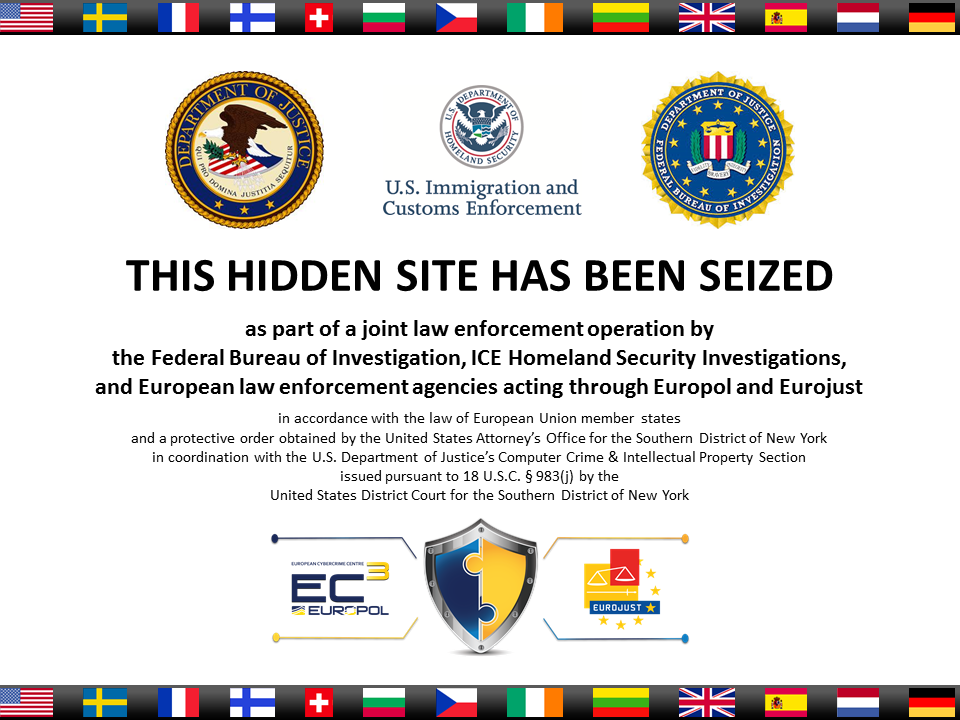
وضعت حالة تأهب على الصفحة الرئيسة في موقع طريق الحرير في أعقاب لها اعتقالهم من قبل الحكومة الامريكية والمكلفين بإنفاذ القانون الأوروبي.

في 6 تشرين الثاني 2013 قام المسؤولين عن إغلاق طريق الحرير بإعادة أطلاق الموقع باسم مستعار جديد وهو فزع القرصان روبرتس والذي أطلق علية اسم «طريق الحرير 2.0». وأعادة إنشاء الأعدادات للموقع الأصلي ووعدت بتحسين الحالة الأمنية.[13]اتخذت الديمقراطية الشعبية الجديدة الاحتياطات من توزيع نسخ مشفرة من التعليمات لبرمجية مصدر الموقع والتي تسمح للموقع بإعادة الأنشاء السريع في حالة أغلق الموقع من جديد.[85]
و يوم 20 ديسمبر 2013 ألقي القبض على ثلاثة أشخاص الذين زعم أنهم مسؤليين عن طريق الحرير 2.0 .[86]و اثنان من هؤلاء المشتبه بهم وهم أندرو مايكل جونز وغاري ديفيس الذين يدعون بالمشرفي «انيجو» و «ليبرتاس» والذين واصلوا القيام بعملهم على طريق الحرير 2.0.[87]وفي هذا الوقت سلم فزع القرصان روبرتس الجديد السيطرة على الموقع بشكل مفاجئ وجمدت جميع النشاطات بما فيها نظام الضمان المعلق. وعد المسؤول المؤقت المدعو «ديفكون» بإرجاع الموقع للعمل.[88]
وفي 13 فبراير عام 2014 أعلن ديفكون أن حسابات ضمان طريق الحرير 2.0 قد تم اختراقها من خلال ثغرة أمنية في بروتوكول العملات الألكترونية والتي تدعى «سهولة تشكيل المعاملات».[89]و في حين أن الموقع لا يزال على الإنترنت، تم الإبلاغ بسرقة جميع العملات الالكترونية في حسابات ضمانة والتي تبلغ قيمتها 2.7 مليون $.[89]وأفيد لاحقا أن الضعف كان في وظيفة «تحديث الإيداعات» للموقع والتي استخدمها المسؤولين في طريق الحرير في عمولاتهم في المبيعات منذ 15 فبراير لإعادة اموال المستخدمين الذين خسروا أموالهم ومع 50 في المئة من ضحايا الاختراق يجري تسديدهم بالكامل من 8 أبريل.[90]
و في 6 تشرين الثاني عام 2014 أعلنت السلطات مع مكتب التحقيقات الفيدرالي ووكالة تطبيق القانون الأوربية ووحدة العدالة الأوروبية اعتقال بليك بينثال والذي يزعم أنه المالك والمشغل لطريق الحرير 2.0 تحت اسم «ديفكون» في اليوم السابق في سان فرانسيسكو كجزء من العملية المجهولة.[5][91]

### آخرى
بعد إغلاق طريق الحرير 2.0 في نوفمبر 2014 أعادت ديابولس تسميت نفسها «بطريق الحرير 3 المعاد تعديلة» من أجل الاستفادة من العلامة التجارية.[92]
و في يناير 2015 أطلق «طريق الحريرالمعدل» علىI2Pعددا من العملات المشفرة المدعومة وقائمة مماثلة للقيود المفروضة على طريق الحرير الأصلي.[93]

### Notes
1. ↑  وصلة مرجع: http://arxiv.org/abs/1207.7139.
2. ↑  وصلة مرجع: http://www.economist.com/node/21563752. مسار الأرشيف: https://archive.is/20130102112639/http://www.economist.com/node/21563752. تاريخ الأرشيف: 2 يناير 2013.
3. ↑  وصلة مرجع: http://lenta.ru/articles/2013/10/03/silkroad/.
4. ↑  Ball، James؛ Arthur, Charles (2 أكتوبر 2013). "Alleged Silk Road website founder arrested by police in San Francisco". The Guardian. مؤرشف من الأصل في 2018-06-12. اطلع عليه بتاريخ 2013-10-02.
5. ↑  "Silk Road Creator Found Guilty of Cybercrimes", وول ستريت جورنال, 4 February 2015. نسخة محفوظة 16 يناير 2018 على موقع واي باك مشين.
6. ↑  Brito، Jerry (9 أبريل 2013). "Bitcoin vs. Big Government". ريزون. مؤرشف من الأصل في 2018-07-16. اطلع عليه بتاريخ 2013-08-01.
7. ↑  شارت لأسعار Bitcoin، المؤشرات والأخبار